# ボリス・ワルシャワ
ボリス・エフィモヴィチ・ワルシャワ（ロシア語: Борис Ефимович Варшава、ラテン文字転写: Boris Efimovich Varshava、1900年 - 1927年7月）は、ソビエト連邦の心理学者である。

## 生涯
ボリス・ワルシャワは1900年にシベリアで生まれた。彼の生涯については断片的な情報しか現存しないが、ソビエト心理学史において重要な位置を占める人物である。彼は1927年7月、わずか27歳で夭折した。

## 業績と影響
ワルシャワは、未完の『心理学辞典』を一冊残して早世した。この辞典は、レフ・ヴィゴツキーとの共著として1931年に出版されたとされているが、その正確な執筆分担や出版経緯についてはさらなる研究が待たれる。
彼は、ヴィゴツキー学派の初期を形成した人脈の一員であった。ヴィゴツキーの初期の協力者の中で、ワルシャワとレオニード・サハロフの2名のみがヴィゴツキーよりも早く亡くなっている。彼の夭折は、ソビエト心理学の発展において、その後の潜在的な貢献が失われたことを意味する。

## 著書
- 『心理学辞典』（ヴィゴツキーと共著）1931年